# Sinfonía n.º 5 (Shostakóvich)

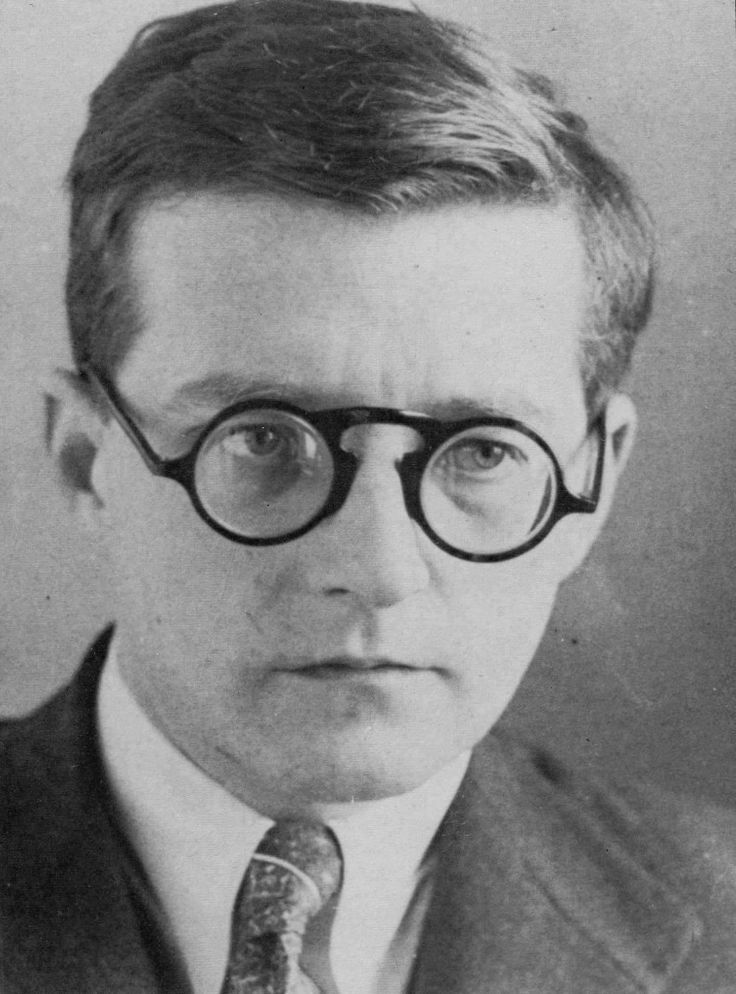
Shostakóvich antes de 1941.

La Sinfonía n.º 5 en re menor, Op. 47 fue compuesta por Dmitri Shostakóvich entre abril y julio de 1937.

## Historia

### Contexto

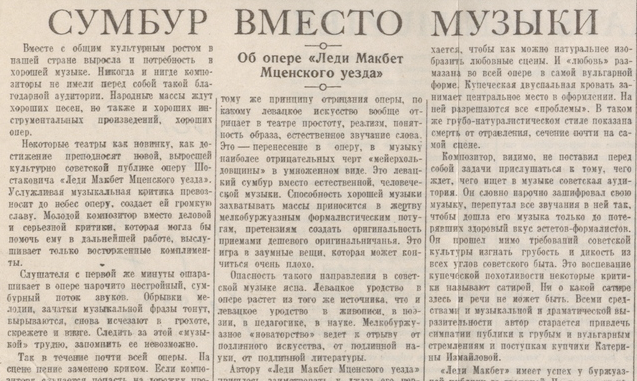
"Caos en vez de música", artículo original de Pravda contra Shostakóvich.

El Gobierno de la Unión Soviética lanzó un ataque oficial contra la producción musical de Dmitri Shostakóvich. El 28 de enero de 1936 en el diario soviético Pravda apareció publicado un editorial anónimo titulado "Caos en vez de música" en el que se le condenaba a él así como a su ópera Lady Macbeth de Mtsensk y se le auguraba un mal final si no cambiaba literalmente de tono. Según el artículo, la obra de Shostakóvich carecía de calidad, era "vulgar, primitiva, cacofónica y llena de música nerviosa y espasmódica". Este artículo marcó un punto de inflexión en la carrera de Shostakóvich. 
El maestro ruso se convirtió en un ejemplo para otros compositores soviéticos, que interpretaron con razón estos acontecimientos como una amplia campaña contra la música modernista. Esto constituyó una crisis, tanto en la carrera de Shostakóvich como en la música soviética en su conjunto; a los compositores no les quedó más remedio que escribir música sencilla y optimista que hablara directamente (especialmente a través de modismos folclóricos y programas patrióticos) al pueblo y glorificara al Estado.

### Composición
La composición de este opus se desarrolló entre abril y julio de 1937. A la luz de las circunstancias mencionadas en el contexto, la Sinfonía n.º 5 de Shostakóvich es una pieza audaz que parece enfrentarse a sus críticos. Aunque el lenguaje musical es más reducido que el de sus sinfonías anteriores, la Quinta evita cualquier atisbo de programa patriótico y, en su lugar, se detiene en afectos innegablemente sombríos y trágicos, emociones públicas totalmente inaceptables en aquella época. Según el violonchelista Mstislav Rostropóvich, el gobierno habría mandado ejecutar a Shostakóvich por escribir semejante obra si la ovación del público en la primera representación no hubiera durado 40 minutos.
No obstante, la historia oficial es muy distinta. Un comentarista desconocido calificó la sinfonía como "la respuesta creativa de un artista soviético a la crítica justificada", y a la obra se adjuntó un programa autobiográfico centrado en la metamorfosis del compositor de formalista incomprensible a abanderado del partido comunista. Públicamente, Shostakóvich aceptó la interpretación oficial de su obra; sin embargo, en la controvertida recopilación de sus memorias (Testimonio, de Solomon Volkov) se le cita diciendo: "Creo que está claro para todos lo que ocurre en la Quinta. El regocijo es forzado, creado bajo amenaza... hay que ser un completo zoquete para no oírlo".

### Estreno
El estreno de la obra se celebró el 21 de noviembre de 1937 en Leningrado con la interpretación de la Orquesta Filarmónica de Leningrado bajo la dirección de Yevgueni Mravinski en la Gran Sala de la Filarmónica de Leningrado. Exactamente dos años después de esta fecha, estrenará su Sinfonía n.º 6 en el mismo lugar y con los mismos intérpretes.

## Instrumentación
La partitura está escrita para una orquesta formada por:
- Viento madera: 1 flautín, 2 flautas, 2 oboes, 2 clarinetes, 1 requinto, 2 fagotes y 1 contrafagot.
- Viento metal: 4 trompas, 3 trompetas, 3 trombones y 1 tuba.
- Percusión: timbales, bombo, platillos, tam-tam, triángulo, xilófono, glockenspiel y celesta.
- Teclado: piano.
- Cuerda: 2 arpas y una sección de cuerdas con violines I y II, violas, violonchelos y contrabajos.

## Estructura y análisis
La sinfonía consta de cuatro movimientos:
- I. Moderato, en re menor 4
4
- II. Allegretto, en la menor 3
4
- III. Largo, en fa sostenido menor 4
4
- IV. Allegro non troppo, en re menor 4
4

La interpretación de esta obra dura aproximadamente 45 minutos. Esta sinfonía, independientemente de sus fundamentos filosóficos, es una obra maestra del repertorio orquestal, conmovedora y económica en su concepción. No hay rastro del exceso de ideas tan habitual en su anterior Sinfonía n.º 4. En su lugar, el compositor emplea la orquesta con moderación y permite que toda la obra crezca de forma natural a partir de unos pocos motivos. En comparación con algunas de sus composiciones anteriores, la Quinta tiene un lenguaje conservador. A lo largo de toda la obra deja que las cuerdas sean la fuerza orquestal dominante, haciendo un uso solista de las maderas y la trompa especialmente eficaz.

### I.Moderato
El primer movimiento, Moderato, está escrito en la tonalidad de re menor, en compás de 4/4 y sigue la forma sonata. Se abre con un canon mordaz y premonitorio en las cuerdas que constituye la base motívica de todo el movimiento. El ambiente apasionado se ve interrumpido ocasionalmente por una melodía lírica con ostinato de las cuerdas, que más tarde será el tema de un dúo para flauta y trompa.

### II.Allegretto
El segundo movimiento, Allegretto, está en la menor, en compás de 3/4 y responde a una forma ternaria de scherzo o minueto con trio. Se trata de una grotesca danza en ritmo ternario que, por momentos, no puede evitar burlarse de sí misma. La sección de metales ocupa un lugar destacado.

### III.Largo
El tercer movimiento, Largo, está en fa sostenido menor y en compás de 4/4. Se dice que este movimiento, una efusión sincera y personal de emoción musical, hizo llorar al público que asistió al estreno de la obra. Es significativo que se compusiera durante un periodo de intensa creatividad, tras la detención y ejecución de uno de los maestros de Shostakóvich.

### IV.Allegro non troppo
El cuarto y último movimiento, Allegro non troppo, retoma la tonalidad inicial, el compás de 4/4 y la forma sonata. El Finale ha sido el foco de muchos debates: algunos críticos lo han considerado una concesión mal construida a la presión política, mientras que otros han resaltado su posible ironía. Si bien el ambiente predominante es triunfal, hay cierta tendencia a lo sombrío y premonitorio, y no es hasta el final cuando adquiere el carácter abiertamente "grandioso" por el que es tan conocida.

## Recepción de la obra
La sinfonía tuvo un enorme éxito el día de su estreno. Según Mstislav Rostropóvich recibió una ovación de por lo menos cuarenta minutos. En la actualidad es una de las obras más populares del compositor.

## Discografía selecta
| Año       | Dirección               | Orquesta                                                | Discografía                   | Formato     |
| --------- | ----------------------- | ------------------------------------------------------- | ----------------------------- | ----------- |
| 1938(1)   | Yevgueni Mravinski      | Orquesta Filarmónica de Leningrado                      | Aprelevka, Melodiya, Doremi   | 78 (hoy CD) |
| 1939      | Leopold Stokowski       | Orquesta de Filadelfia                                  | Music & Arts                  | CD          |
| 1942      | Artur Rodziński         | Orquesta de Cleveland                                   | Columbia Set M-520            | 78 (hoy CD) |
| 1952      | Dimitri Mitrópoulos     | Orquesta Filarmónica de Nueva York                      | Urania                        | CD          |
| 1954      | Artur Rodzinski         | Orquesta Filarmónica de Londres                         | Westminster Hi-Fi, XWN 18001  | LP          |
| 1959      | Leonard Bernstein       | Orquesta Filarmónica de Nueva York                      | Columbia (hoy Sony Classical) | 78 (hoy CD) |
| 1961      | Stanislaw Skrowaczewski | Orquesta de Minnesota                                   | Mercury SR 90060              | LP          |
| 1964      | Kiril Kondrashin        | Orquesta Filarmónica de Moscú                           | Melodiya                      | CD          |
| 1966      | John Barbirolli         | Orquesta Hallé de Mánchester                            | BBC Legends                   | CD          |
| 1975      | Eugene Ormandy          | Orquesta de Filadelfia                                  | RCA Victor Red Seal           | CD          |
| 1977      | André Previn            | Orquesta Sinfónica de Chicago                           | EMI Classics                  | CD          |
| 1979      | Leonard Bernstein       | Orquesta Filarmónica de Nueva York                      | Sony Classical                | CD          |
| 1981      | Bernard Haitink         | Orquesta Real del Concertgebouw                         | Decca                         | CD          |
| 1982      | Yevgueni Mravinski      | Orquesta Filarmónica de Leningrado                      | Erato                         | CD          |
| 1982      | Kurt Sanderling         | Orquesta Sinfónica de Berlín                            | Berlin Classics               | CD          |
| 1984      | Guennadi Rozhdéstvenski | Orquesta Sinfónica del Ministerio de Cultura de la URSS | Melodiya                      | CD          |
| 1986      | Semyon Bychkov          | Orquesta Filarmónica de Berlin                          | Philips Classics              | CD          |
| 1987      | Vladímir Ashkenazi      | Royal Philharmonic Orchestra                            | Decca                         | CD          |
| 1988      | Neeme Järvi             | Royal Scottish National Orchestra                       | Chandos                       | CD          |
| 1989      | Yoel Levi               | Orquesta Sinfónica de Atlanta                           | Telarc                        | CD          |
| 1991      | Vladímir Fedoséyev      | Orquesta Sinfónica de Radio Moscú                       | JVC                           | CD          |
| 1993      | Georg Solti             | Orquesta Filarmónica de Viena                           | Decca                         | CD          |
| 1993      | Riccardo Muti           | Orquesta de Filadelfia                                  | EMI Classics                  | CD          |
| 1994      | Mstislav Rostropóvich   | Orquesta Sinfónica Nacional de Estados Unidos           | Teldec                        | CD          |
| 1994      | Charles Mackerras       | Royal Philharmonic Orchestra                            | Royal Philharmonic            | CD          |
| 1995-1996 | Rudolf Barshai          | Orquesta Sinfónica de la WDR de Colonia                 | Brilliant Classics            | CD          |
| 1996      | Maksim Shostakóvich     | Orquesta Sinfónica de Praga                             | Supraphon                     | CD          |
| 1996      | Mark Wigglesworth       | BBC National Orchestra of Wales                         | BIS                           | CD          |
| 1997      | Mariss Jansons          | Orquesta Filarmónica de Viena                           | EMI Classics                  | CD          |
| 2001      | Vladímir Ashkenazi      | Orquesta Philharmonia                                   | Signum UK                     | CD          |
| 2001      | Oleg Caetani            | Orquesta Sinfónica de Milán Giuseppe Verdi              | Arts Music                    | CD          |
| 2002      | Valeri Guérguiyev       | Orquesta Kirov                                          | Philips Classics              | CD          |
| 2004      | Kurt Masur              | Orquesta Filarmónica de Londres                         | LPO                           | CD          |
| 2004      | Mstislav Rostropóvich   | Orquesta Sinfónica de Londres                           | LSO Live                      | CD          |
| 2005      | Yuri Temirkánov         | Orquesta Filarmónica de San Petersburgo                 | Warner Classics               | CD          |
| 2006      | Yakov Kreizberg         | Orquesta Nacional Rusa                                  | Pentatone                     | CD          |
| 2007      | Michael Tilson Thomas   | Orquesta Sinfónica de San Francisco                     | SFS                           | DVD         |
| 2008      | Vasili Petrenko         | Real Orquesta Filarmónica de Liverpool                  | Naxos                         | CD          |
| 2015      | Andris Nelsons          | Orquesta Sinfónica de Boston                            | DG                            | CD          |
| 2017      | Manfred Honeck          | Orquesta Sinfónica de Pittsburgh                        | Reference                     | CD/SACD     |
| 2020      | Gianandrea Noseda       | Orquesta Sinfónica de Londres                           | LSO Live                      | CD/SACD     |

(1): primera grabación realizada el 27 de marzo de 1938.
La grabación realizada por Nelsons con la Sinfónica de Boston recibió el Grammy a la mejor interpretación orquestal en 2017.

## En la cultura popular
Esta obra ha servido de inspiración a artistas musicales de diversos géneros para crear sus propias versiones. Tanto las adaptaciones como las interpretaciones de la pieza original han sido incluidas en multitud de bandas sonoras de películas, programas de televisión, videojuegos, etc.

### Adaptaciones
- 1995 – "The Teachers Are Afraid of the Pupils", tema del álbum Southpaw Grammar del cantante británico Morrissey, que incluye una cita al tema inicial del primer movimiento de la sinfonía.

### Inclusión en bandas sonoras
- 1948 – The Iron Curtain (El telón de acero), largometraje de William A. Wellman protagonizado por Dana Andrews y Gene Tierney, en el que se puede escuchar esta obra junto con otras del maestro ruso.
- 1975 – Rollerball, film dirigido por Norman Jewison y protagonizado por James Caan en cuya banda sonora suenan los movimientos tercero y cuarto de esta sinfonía, además del inicial de la Sinfonía n.º 8 del mismo compositor.
- 1987 – Testimony, película biográfica de Tony Palmer con Ben Kingsley en el papel de Dmitri Shostakóvich en la que suena esta sinfonía junto con las Sinfonías n.º 10 y n.º 11.
- 1994-95 – Legend of the Galactic Heroes, serie de anime japonesa en la que se pueden escuchar varias obras de Shostakóvich y otros compositores clásicos. En concreto algunos movimientos de esta sinfonía se escuchan en los episodios 3x19 (II, IV), 3x25 (IV), 3x26 (II), 3x30 (I, III).
- 2015 – Avril et le monde truqué (Avril y el mundo alterado), película de animación de Christian Desmares y Franck Ekinci en la que se oye esta pieza.
- 2022 – Tár, película dirigida por Todd Field y protagonizada por Cate Blanchett, en el que se puede escuchar el Finale.